# グルーポ・イマヘン
グルーポ・イマヘン (Grupo Imagen) は、グルーポ・エンプレサリアル・アンヘレスが所有するメキシコのメディア複合企業です。 1962年に設立されました。
同社は、テレビサとテー・ベー・アステカに次ぐメキシコで 3 番目に大きなマスメディア会社です。

## チャンネル

### テレビ
現在
- イマヘン・テレビシオン (Imagen Televisión)
- エクセルシオール・テー・ベー (Excélsior TV)

前者
- カデナトレス (Cadenatres)
- イマヘン・インフォマティバ (Imagen Informativa)

### ラジオ
- イマヘン・ラディオ (Imagen Radio)
- ラディオ・ラティーナ (Radio Latina)
- ラ・カリエンテ (La Kaliente)